# 2009 SE
Az 2009 SE egy kisbolygó a Mars trójai csoportjában. A Catalina Sky Survey program keretein belül fedezték fel 2009. szeptember 16-án.